# 相馬あこ
相馬　あこ（そうま あこ、1983年2月25日 - ）は、日本の女優、演出家、脚本家である。血液型はAB型。
北海道旭川市出身。演劇ユニット『100点un・チョイス！』の主宰を務める。

## 来歴・人物
旭川藤女子高等学校、札幌国際大学短期大学部英語学科を卒業後、社長・会長秘書を務めるなどOLとして働く。その後、池袋ミュージカル学院に入り、舞台を学び、卒業後すぐに米倉涼子の付き人として抜擢され、自身も舞台に出演しながら付き人を務める。同時に、東京セレソンDXにて、演技を学ぶ。
2013年から演出活動を始め、2014年9月、100点un・チョイス！を旗揚げ。主宰を務めると同時に演出、脚本、役者を兼ねる。2015年1月に旗揚げ公演「とけないまま、とけていく」を上演。
2025年までに全22作の演出作品を上演。
2024年株式会社100and.Aを設立。
2025年5月100点un・チョイス！の次なる挑戦！101（ヒャクイチ）を旗揚げ予定！

## 主な演出作品
- ほぼほぼグラスほっパー 『天国ホテル1993...』（2013年10月）- 演出、出演
- 明日の天使たちへ（2014年8月）- 演出

### 100点unチョイス！
- とけないままとけていく（主演:林剛史）（2015年1月）- 演出、出演
- ひまわり（主演:青柳塁斗）（2015年7月）- 演出、出演
- ハピプラ！（主演:鯨井康介）（2016年1月）- 演出
- 誰かが彼女を知っている（出演:野久保直樹）（2016年8月）-演出、出演
- Who are you?（主演:酒井瞳）（2017年9月）-演出、出演
- 8（主演:國島直希、八島諒）（2017年12月）-演出、出演
- ひまわり2018（出演:清水一希、高野祐衣、他）かっか-演出、出演
- ヒロイン（出演:林田真尋、イジリー岡田、他）（2019年4月）
- 誰かが彼女を知っている2019（出演:林剛志、川隅美慎、他）（2019年8月）
- team（出演:西銘駿、上西恵、他）（2019年12月）
- 本気だけどマジではない（出演:小西成弥、オラキオ他）（2020年10月）
- 白い星（出演:吉田翔吾、花奈澪、他）（2021年2月）
- ヒロイン2021（出演:林田真尋、賀集利樹、他）（2021年4月）
- これで恋ができるなら（出演:定本楓馬、瑞季、三浦海里、小西成弥、他）（2021年7月）

他

## 出演作品

### 舞台
- 黒革の手帖（2009年5月、明治座）
- ストレイドッグ『心は孤独なアトム』（2010年1月）- 佳子役
- ストレイドッグ『悲しき天使』（2010年2月）- 友美役
- 東京セレソンDX　番外公演『WHAT A WONDERFUL LIFE』（2010年3月）
- ストレイドッグプロデュース『母の桜が散った夜』（2010年4月）- 森山花子役
- 講談社イブニング連載　舞台版　『ヘルプマン！！』（2010年9月、吉祥寺シアター）
- エアースタジオプロデュース『時計〜僕がここにいる理由』（2010年11月）- 浅井安子役
- へなちょこヴィーナス（2011年1月）- 相沢桃代役
- 劇団空間エンジンプロデュース『juliet』（2011年4月）- 主演・芹沢　彩役役
- 帝国劇場100周年記念作品　グランドロマン　風と共に去りぬ（2011年6・7月）
- エアースタジオプロデュース『MOTHER　特攻の母　鳥濱トメ物語』（2011年7〜10月）- 木下多江子役・川谷綾子役
- 皆既日蝕〜冤罪狂詩曲（2011年11月、池袋シアターグリーン）- 安井ミチ役
- 某国の監獄姫（2012年2月）- マリア役
- touch my brassiere? company　『OTOGI』（2012年4月）- 藤原千尋役
- n乗ハニー（2012年8月）- 主演
- 桃太郎外伝　黄金の夜明け（2012年10月）- 出演、歌唱指導
- ソラオの世界（2013年2月）
- ミュージカル『おばあちゃんの阿波踊り』（2013年3月）- 主演
- キャットミント隊第二回公演『喋々喃々』（2013年4月）- 比留間香織役
- touch my brassiere? company 『bird land』（2013年5月）
- アトリエエッジ『ぞめきが消えた夏』（2013年9月）
- ほぼほぼグラスほっパー 『天国ホテル1993...』（2013年10月）- 主演、演出
- キャットミント隊 『アルプス一万尺』（2013年11月）
- 明日君を食べるよ（2014年2月）
- キャットミント隊 『イツワレー！』（2014年4月）
- 明日の天使たちへ（2014年8月）- 演出
- とけないまま、とけていく（2015年1月）- 出演、演出
- ひまわり（2015年7月）- 出演、演出
- 誰かが彼女を知っている（2016年8月）-出演、演出
- タクフェス 特別公演『WHAT A WONDERFUL LIFE』（2016年12月）-出演
- Who are you?（2017年9月）-出演、演出
- 8（2017年12月）-出演、演出
- ひまわり【再演】（2018年5月）-出演、演出

他、多数出演

### ラジオ
- ツーライスと塙奈々恵とのおかわりちょーだい（2012年、FM 浦安 準レギュラー出演）
- ガールズビッグスマイルneo（2012年、FM 世田谷レギュラー出演）

### ラジオドラマ
- 恋する旅烏（2013年、FM 世田谷ラジオ）

### CM
- 山形グランドホクヨウ（2014年）

### 広告
- UNISON,DEPO HP広告出演（2011年）
- アナスタシア広告ドラマ（2014年）